# Trydarssus
Trydarssus es un género de arañas araneomorfas de la familia Salticidae. Se encuentra en  América Latina. 

## Lista de especies
Según The World Spider Catalog 12.5::
- Trydarssus nobilitatus (Nicolet, 1849)
- Trydarssus pantherinus (Mello-Leitão, 1946)